# Mercedes AMG F1 W09 EQ Power+
A Mercedes AMG F1 W09 EQ Power+ a Mercedes Formula–1-es versenyautója, amelyet a 2018-as Formula–1 világbajnokságban versenyeztetett a csapat. Pilótái sorozatban második éve az akkor ötszörös világbajnok Lewis Hamilton és Valtteri Bottas voltak, a szezonközi teszteken George Russell is vezethette az autót. A W08-as utóda a nevében hordozta a Mercedes-gyár elkötelezettségét az elektromos autózás iránt. A csapat ebben az évben tizenegy győzelmet aratott, ezt mind Hamilton érte el, tíz leggyorsabb kört ért el (ebből hetet Bottas), nyolcszor volt a rajtoknál Mercedes első sor, és négy alkalommal arattak kettős győzelmet. Hamilton két futammal a bajnokság vége előtt szerezte ötödik világbajnoki címét az autóval, a csapat pedig a sorozatban ötödik konstruktőri bajnoki címet egy futammal a vége előtt biztosította be. Ez utóbbival beállították a Ferrari 2000 és 2004 közötti rekordját.

## Áttekintés
Az autó hasonló tervezési filozófia szerint készült, mint elődje, így a W08-as volt ebben az évben is a leghosszabb tengelytávú a csapatok között a maga 3726 milliméterével. Változtattak a korábban elég laposan fekvő autó dőlésszögén is, 0,9-ről 1,2 fokra, és ezzel még mindig elmaradtak a nagy rivális Ferrari SF71H és Red Bull RB14 mögött. Megkapta az autó az ettől az évtől kötelezően bevetendő fejvédőkeretet (glóriát) is.
Idény közben is számos fejlesztést kapott az autó, elsősorban a jobb légáramlás miatt, illetve azért, hogy a problémaként jelentkező nehéz gumimelegítést megoldják. Szingapúrban konkáv hátsó fékdobokat vetettek be, hozzájuk tartozó új hátsó felnikkel.
A motor terén a Mercedes teljes újratervezésről beszélt, méghozzá azért, mert készültek a három évvel későbbi tervezett motorformula-váltásra. A motor sok kritikát kapott, ugyanis létezett benne egy beépített "partimód", melynek segítségével az egykörös teljesítmény drasztikusan megnövelhető volt. Ezzel az időmérő edzéseken tudtak nagyon jó eredményt elérni. Kanadában mutatkozott be a motor első fejlesztése, aztán ennek megbízhatósági gondjai miatt a francia nagydíjon egy javított változat. A szezon második felében egy harmadik specifikációt is bemutattak. Mindennek ellenére a turbóérában először egyértelműen nem a Mercedes, hanem a Ferrari motorjai voltak a legerősebbek.

## A szezon
A szezonnyitó ausztrál futamon Hamilton pole pozíciót szerzett, Bottas pedig baleset miatt öthelyes rajtbüntetéssel indította az évet. A futamon Hamilton sokáig az élen haladt, majd a két Haas miatt elrendelt virtuális biztonsági autós fázist kihasználva Vettel átugrotta őt és megnyerte a versenyt. A Mercedes később elismerte, hogy egy szoftverhiba is felelős volt abban, hogy nem tudták megtartani a vezető helyet. Bahreinben csak a második sorba tudtak kvalifikálni, és egy váltócsere miatt ezúttal Hamilton kapott öthelyes rajtbüntetést. Csak úgy tudott feljönni a harmadik helyig, hogy Kimi Raikkönen visszaesett egy balszerencsés boxkiállást követően. Kínában megint csak a második rajtsorig jutott a csapat, ám a futamon valamivel jobban teljesítettek, Bottas pedig át is vette a vezetést. Csakhogy egy biztonsági autós fázist követően a jobb gumikon lévő Red Bullok elkezdték szorongatni az élen haladókat, akik nem tudtak már kiállni, mert a safety cart azután küldték be, hogy ők elhaladtak a boxutcabejárat előtt. Bottas még így is második lett, és mivel Vettel autója megsérült, a konstruktőri bajnokságban a Mercedes átvette a vezetést.
Az azeri nagydíjon kezdetben úgy tűnt, nem sok babér terem a csapatnak, miután Vettel ismét a leggyorsabb volt az időmérő edzésen. A futamon több baleset történt, Hamilton maga is defektet kapott. Egy biztonsági autós újraindításnál Bottas állt az élen, Vettel megpróbálta megelőzni, de elfékezte magát és visszaesett ötödiknek. Bottas autóján aztán két körrel a verseny vége előtt defektet kapott a jobb hátsó gumi a célegyenesben, így visszaesett a mezőnyben - Hamilton nyerte meg a futamot, és ezzel átvette a vezetést a világbajnokságban is. Spanyolországban a Mercedesek indultak az első sorból, és végül kettős győzelmet is arattak. Monacóban már kevésbé mentek jól, bár Hamilton harmadik helyen ért célba. Meglepő módon Kanadában egyáltalán nem mentek jól, ugyan Bottas második lett, de Hamilton egész hétvégén nem volt az igazi, s végül az ötödik helyen ért célba, amivel Vettel ismét visszavette a vezetést az összetettben.
Hamilton gyorsan visszakerült a tabella élére a francia futamot követően, amit megnyert - Bottas és Vettel már a futam elején összeütköztek, így a finn csak hetedik tudott lenni. Ausztriában nagyon gyorsnak tűnt a csapat, ám hidraulikai problémák és stratégiai tévedések miatt kettős kiesést könyvelhettek el. A következő eseménydús hétvégére a német nagydíjig kellett várni. Hamilton motorhiba miatt már az időmérő edzés Q2-es szakaszában kiesett, Bottas viszont második lett. Az esős körülmények között rendezett versenyen aztán Vettel érthetetlen módon a kavicságyba, majd a falba csúszott, és kiesett, a 14. helyről rajtoló Hamilton viszont megnyerte a versenyt, Bottas pedig második lett. Hamilton újra nyert a magyar nagydíjon, és ezzel kényelmes előnye lett a bajnokságban. A nyári szünet előtt felmerült, hogy talán nem szabályos a Ferrari energia-visszanyerő rendszere, az FIA azonban hónapokig tartó mérések után sem talált szabálytalanságot, így a Mercedes is elismerte, hogy nem az övék a legerősebb motor.
A belga nagydíjon a Ferrari visszavágott, és bár a Mercedes új fejlesztésekkel érkezett, azok nem voltak elegendőek ahhoz, hogy az egyenesekben gyors Ferrarit elkapják. Ugyanez volt a helyzet Monzában, ahol aztán a rajtnál Hamilton kiforgatta Vettelt, majd egy ügyes taktikával átugrotta Raikkönent is és megnyerte a futamot. Bottas, akinek végül védekeznie kellett a mögötte egyre nagyobb tempóval érkező Max Verstappennel szemben, csak harmadik lett. Az ezt követő futamokon aztán a Mercedes megtáltosodott, ráadásul ezzel egy időben a Ferrari alapjaiban hibás fejlesztéseket végzett az autóin, amiket a pályakarakterisztikák miatt sokáig meg sem tudtak oldani. Ez azonban elég volt ahhoz, hogy Hamilton a következő három versenyt is megnyerje (ebből kettő ráadásul kettős győzelem volt), ráadásul Vettel is többször ejtett hibákat, ami miatt egyre nagyobb lett köztük a különbség.
Szokatlan módon Austinban sem mentek igazán jól, viszont Vettel itt is betlizett, így a mexikói versenyen Hamilton már be is biztosíthatta világbajnoki címét. Ezt meg is tette, és ehhez elég volt számára az is, hogy csak a negyedik helyen ért célba. A következő, brazil nagydíjon a konstruktőri bajnoki cím is meglett a csapatnak. Az utolsó két versenyen ugyanaz a végeredmény született: Hamilton futamgyőztes lett, Bottas pedig ötödik. Bottas egész éves hullámzó teljesítményével, és azzal, hogy nem tudott versenyt nyerni, a világbajnokságban is csak az ötödik lett az év végén, ami merőben szokatlan volt.

## Eredmények
(félkövér jelöli a pole pozíciót; dőlt betű a leggyorsabb kört)
| Év   | Csapat                           | Motor                         | Gumik | Pilóták         | Futamok    | Futamok | Futamok | Futamok      | Futamok       | Futamok | Futamok | Futamok       | Futamok  | Futamok        | Futamok     | Futamok      | Futamok | Futamok     | Futamok   | Futamok     | Futamok | Futamok | Futamok | Futamok  | Futamok                 | Pontok | Helyezés |
| Év   | Csapat                           | Motor                         | Gumik | Pilóták         | Ausztrália | Bahrein | Kína    | Azerbajdzsán | Spanyolország | Monaco  | Kanada  | Franciaország | Ausztria | Nagy-Britannia | Németország | Magyarország | Belgium | Olaszország | Szingapúr | Oroszország | Japán   | USA     | Mexikó  | Brazília | Egyesült Arab Emírségek | Pontok | Helyezés |
| 2018 | Mercedes AMG Petronas Motorsport | Mercedes-AMG F1 M09 EQ Power+ | P     | Valtteri Bottas | 8          | 2       | 2       | 14 †         | 2             | 5       | 2       | 7             | KI       | 4              | 2           | 5            | 4       | 3           | 4         | 2           | 2       | 5       | 5       | 5        | 5                       | 655    | 1.       |
| 2018 | Mercedes AMG Petronas Motorsport | Mercedes-AMG F1 M09 EQ Power+ | P     | Lewis Hamilton  | 2          | 3       | 4       | 1            | 1             | 3       | 5       | 1             | KI       | 2              | 1           | 1            | 2       | 1           | 1         | 1           | 1       | 3       | 4       | 1        | 1                       | 655    | 1.       |

† - nem fejezte be a futamot, de teljesítette a versenytáv 90%-át, ezért rangsorolták

## Fordítás
Ez a szócikk részben vagy egészben  a   Mercedes AMG F1 W09 EQ Power+ című angol Wikipédia-szócikk ezen változatának fordításán alapul.  Az eredeti cikk szerkesztőit annak laptörténete sorolja fel. Ez a jelzés csupán a megfogalmazás eredetét és a szerzői jogokat jelzi, nem szolgál a cikkben szereplő információk forrásmegjelöléseként.